# آنجوروزوب (بخش)
آنجوروزوب (به لاتین: Anjozorobe) یک بخش‌های ماداگاسکار در ماداگاسکار است که در آنالامانگا واقع شده‌است.